# Zambia na Letnich Igrzyskach Olimpijskich 1992
Zambię na XXV Letnich Igrzyskach Olimpijskich w Barcelonie reprezentowało dziewięciu sportowców (8 mężczyzn, 1 kobieta) w 3 dyscyplinach.
Był to siódmy (w tym raz jako Rodezja Północna) start Zambii na letnich igrzyskach olimpijskich.

## Reprezentanci

### Boks
- waga lekka (do 60 kg): Felix Bwalya - odpadł w 1/16 finału
- waga kogucia (do 54kg): Joseph Chongo - odpadł w 1/8 finału
- waga piórkowa (do 57kg): Steven Chungu - odpadł w 1/8 finału
- waga lekkopółśrednia (do 63,5 kg): Daniel Fulanse - odpadł w 1/8 finału

### Judo
- waga do 60 kg: Leyton Mafuta - odpadł w 1/16 finału

### Lekkoatletyka
- bieg na 5000 metrów mężczyzn: Godfrey Siamusiye - odpadł w półfinale
- bieg na 400 metrów przez płotki mężczyzn: Samuel Matete - odpadł w półfinale (dyskwalifikacja)
- bieg na 400 metrów mężczyzn: Cephas Lemba - odpadł w ćwierćfinale
- Ngozi Mwanamwambwa
  - bieg na 100 metrów kobiet: odpadła w eliminacjach
  - bieg na 200 metrów kobiet: odpadła w eliminacjach
  - bieg na 400 metrów kobiet: odpadła w eliminacjach